# Tyrkiets volleyballlandshold (damer)
Tyrkiets volleyballlandshold er Tyrkiets landshold i volleyball. 
Holdet har deltaget i to sommer-OL (2012 og 2020) og fem VM. De har deltaget i EM et stort antal gange med to sølv (2003 og 2019) som deres største succes.